# Dorymyrmex wolffhuegeli
Dorymyrmex wolffhuegeli är en myrart som beskrevs av Auguste-Henri Forel 1911. Dorymyrmex wolffhuegeli ingår i släktet Dorymyrmex och familjen myror. Inga underarter finns listade i Catalogue of Life.